# كيني هوارد
كيني هوارد (بالإنجليزية: Kenny Howard)‏ (و. 1929 – 1992 م) هو فنان، من الولايات المتحدة الأمريكية، ولد في لوس أنجلوس، توفي في فينتورا، كاليفورنيا، عن عمر يناهز 63 عاماً.